# Circle K
Circle K là chuỗi cửa hàng tiện lợi quốc tế, được thành lập năm 1951 tại El Paso, Texas, Hoa Kỳ. Công ty đã nộp đơn xin bảo hộ phá sản vào năm 1990 và đã trải qua một số chủ sở hữu; nó hiện đang được sở hữu và điều hành bởi Alimentation Couche-Tard có trụ sở tại Canada. Nó có mặt ở hầu hết 50 tiểu bang của Hoa Kỳ, tất cả các tỉnh của Canada và một số quốc gia Châu Âu (Đan Mạch, Estonia, Ireland, Latvia, Lithuania, Na Uy, Ba Lan, Nga và Thụy Điển). Ở châu Á và châu Mỹ Latinh, thương hiệu được sử dụng bởi các nhà nhượng quyền.

## Số lượng cửa hàng tại Việt Nam
| TT | Tỉnh/thành phố        | Thành phố/quận/huyện | Số lượng cửa hàng |
| -- | --------------------- | -------------------- | ----------------- |
| 1  | Hà Nội                | Hai Bà Trưng         | 21                |
| 1  | Hà Nội                | Cầu Giấy             | 20                |
| 1  | Hà Nội                | Đống Đa              | 19                |
| 1  | Hà Nội                | Hà Đông              | 17                |
| 1  | Hà Nội                | Thanh Xuân           | 17                |
| 1  | Hà Nội                | Hoàn Kiếm            | 15                |
| 1  | Hà Nội                | Ba Đình              | 14                |
| 1  | Hà Nội                | Hoàng Mai            | 10                |
| 1  | Hà Nội                | Nam Từ Liêm          | 10                |
| 1  | Hà Nội                | Long Biên            | 7                 |
| 1  | Hà Nội                | Bắc Từ Liêm          | 7                 |
| 1  | Hà Nội                | Tây Hồ               | 7                 |
| 1  | Hà Nội                | Gia Lâm              | 9                 |
| 1  | Hà Nội                | Thanh Trì            | 2                 |
| 2  | Thành phố Hồ Chí Minh | Quận 1               | 32                |
| 2  | Thành phố Hồ Chí Minh | Quận 3               | 8                 |
| 2  | Thành phố Hồ Chí Minh | Quận 4               | 6                 |
| 2  | Thành phố Hồ Chí Minh | Quận 5               | 5                 |
| 2  | Thành phố Hồ Chí Minh | Quận 6               | 5                 |
| 2  | Thành phố Hồ Chí Minh | Quận 7               | 28                |
| 2  | Thành phố Hồ Chí Minh | Quận 8               | 8                 |
| 2  | Thành phố Hồ Chí Minh | Quận 10              | 14                |
| 2  | Thành phố Hồ Chí Minh | Quận 11              | 5                 |
| 2  | Thành phố Hồ Chí Minh | Quận 12              | 2                 |
| 2  | Thành phố Hồ Chí Minh | Bình Tân             | 6                 |
| 2  | Thành phố Hồ Chí Minh | Bình Thạnh           | 17                |
| 2  | Thành phố Hồ Chí Minh | Gò Vấp               | 17                |
| 2  | Thành phố Hồ Chí Minh | Phú Nhuận            | 8                 |
| 2  | Thành phố Hồ Chí Minh | Tân Bình             | 14                |
| 2  | Thành phố Hồ Chí Minh | Tân Phú              | 12                |
| 2  | Thành phố Hồ Chí Minh | Thủ Đức              | 22                |
| 2  | Thành phố Hồ Chí Minh | Hóc Môn              | 1                 |
| 2  | Thành phố Hồ Chí Minh | Bình Chánh           | 4                 |
| 3  | Hải Phòng             | Lê Chân              | 6                 |
| 3  | Hải Phòng             | Ngô Quyền            | 5                 |
| 3  | Hải Phòng             | Hồng Bàng            | 3                 |
| 3  | Hải Phòng             | Kiến An              | 1                 |
| 4  | Cần Thơ               | Ninh Kiều            | 13                |
| 4  | Cần Thơ               | Cái Răng             | 2                 |
| 5  | Khánh Hòa             | Nha Trang            | 3                 |
| 6  | Đồng Nai              | Biên Hòa             | 6                 |
| 6  | Đồng Nai              | Long Khánh           | 2                 |
| 7  | Bắc Ninh              | Bắc Ninh             | 4                 |
| 8  | Kiên Giang            | Rạch Giá             | 3                 |
| 9  | Tiền Giang            | Mỹ Tho               | 2                 |
| 10 | Hưng Yên              | Văn Giang            | 3                 |
| 11 | An Giang              | Long Xuyên           | 3                 |
| 12 | Quảng Ninh            | Hạ Long              | 3                 |
| 13 | Bình Dương            | Thủ Dầu Một          | 5                 |
| 13 | Bình Dương            | Dĩ An                | 2                 |
| 13 | Bình Dương            | Thuận An             | 1                 |
| 14 | Bà Rịa – Vũng Tàu     | Vũng Tàu             | 14                |